# Carlos Corales
Juan Carlos Corales Corales (Santiago de Chile, 6 de julio de 1944), más conocido como Carlos Corales, es un guitarrista chileno, líder del grupo Aguaturbia (de estilo blues psicodélico), del cual, su esposa, la cantante Denise, es vocalista. Con este grupo ha grabado 3 discos, Aguaturbia, Aguaturbia volumen 2 y Fe, amor y libertad.
Sus comienzos están marcados por trabajos en conjunto a integrantes de la Nueva Ola chilena. Integró el conjunto Latinomusicaviva, la orquesta del Festival de Viña del Mar . También ha tocado para el show de TV, acompañando a grandes artistas, como por ejemplo a Chuck Berry. El año 1968 tuvo una breve participación en el grupo Los Jocker's, uno de los precursores de la música rock en Chile.